# Estela de Saintes

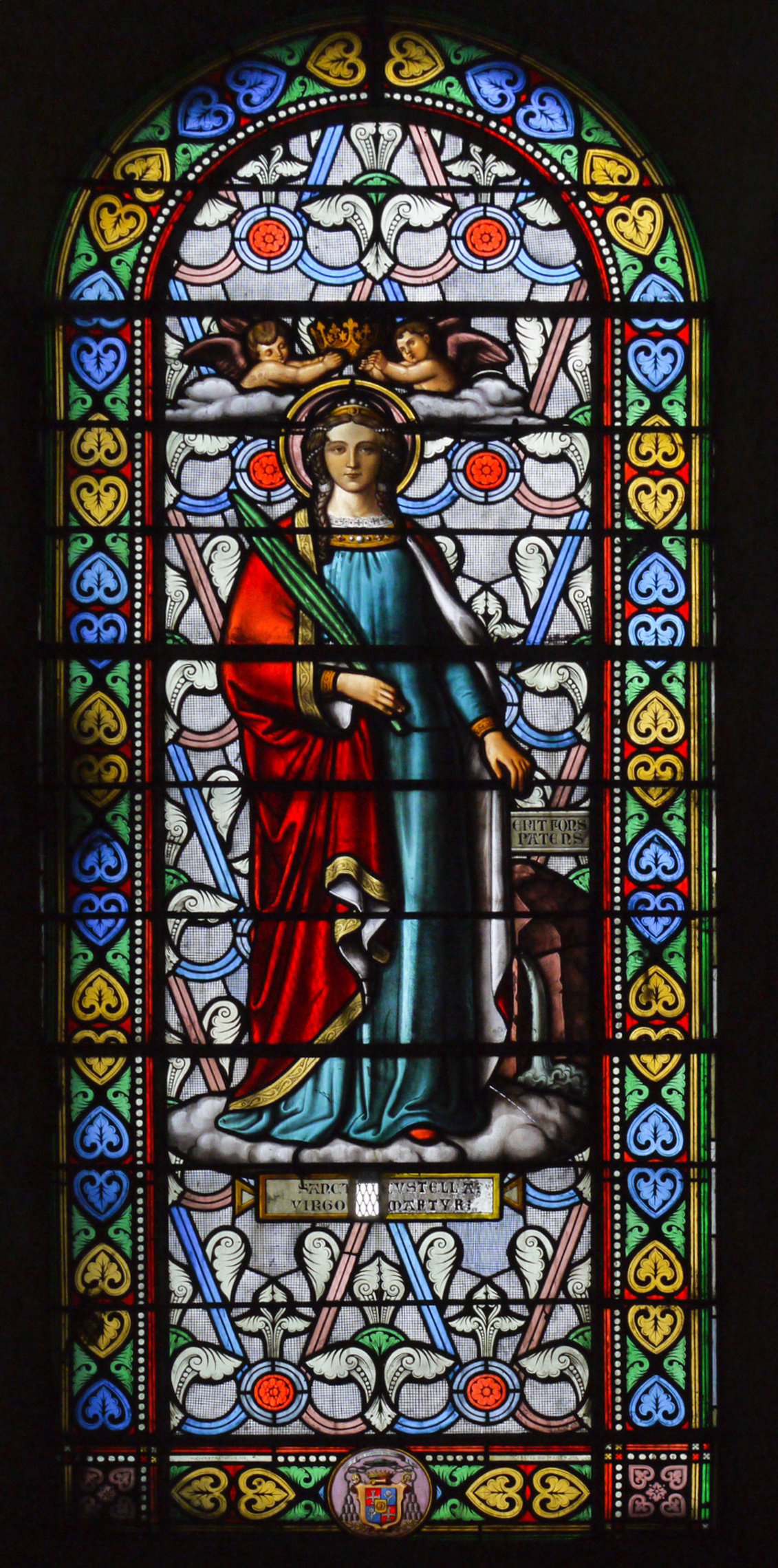
Vitrina representando a Santa Eustelle, Basílica Saint-Eutrope de Saintes, Charente-Maritime.

Estela o Estrella de Saintes (en francés: Eustelle de Saintes o Estelle de Saintes) es una santa católica y ortodoxa de la que se sabe muy poco. Habría sido contemporánea de Eutropio de Saintes y vivió, según la leyenda, en el siglo I de nuestra era. Sin embargo, aparece en la literatura cristiana a partir de la Edad Media, concretamente en la Guía del peregrino de Santiago de Compostela, en el pasaje sobre la vida de san Eutropio de Saintes. La Iglesia católica conmemora su destividad el 11 de mayo. En la vida del martirio de Eutropio de Saintes, escrita en 1612 por un jesuita anónimo, se la presenta como una mártir. Aquí un extracto :
« No era una pequeña pérdida para aquellos que tienen afecto a la virtud de no tener otras memorias que las acciones particulares de Santa Estela; reconoceremos sin duda el modelo de una perfecta salud, incluso si no sabemos el tiempo que vivió y cómo murió. El viejo Bréviaire de Saintonge le otorga el título de Virgen y Mártir y establece su fecha el 24 de mayo; sin embargo, no dice nada de su muerte en el caso de, tras haber despreciado los placeres y honores del mundo, tuviese una muerte muy gloriosa, y fue enterrada uniéndose al sepulcro de San Eutropio. Pudiese ser que su Padre, viendo que ni por rezos ni por amenazas podía alejar a su hija de la Religión Cristiana y de la promesa que había hecho a Dios de guardar al completo la flor de su virginidad, se habría irritado, olvidando el amor natural, habría derramado en sus manos la sangre inocente de su santa hija como hizo Dioscore pare de Santa Barbe, que cortó la cabeza a su hija por no haber querido seguir sus deseos y renunciado a Jesucristo.
 »

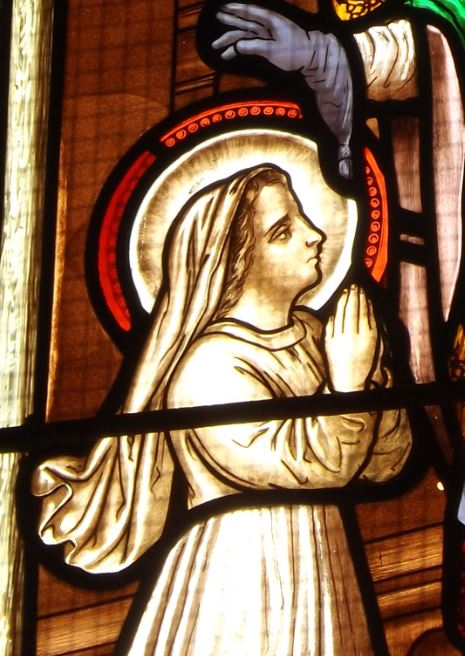
Santa Estela en la Iglesia Saint-Cyr-et-Sainte-Julitte des Mathes.

En 1655, Estela es declarada mártir en el cartulario del priorato de San Eutropio (doble festividad). Este nuevo estado es autentificado por Thomas, obispo de Saintes, en el siglo XIX.
Festividad el 11 de mayo (occidente) y el 30 de abril (junto a San Eutropio, Iglesia ortodoxa).
Según la leyenda, su padre era un patricio romano de alta alcurnia y gobernaba en la ciudad de Saintes. Su madre descendía de una antigua familia de druidas. Tras haber escuchado las enseñanzas de San Eutropio, primer obispo de la región, ésta se hace bautizar y se traslada a vivir con él como su discípula. Como rehusaba la apostasía, su padre hizo que le cortasen la cabeza con un hacha.
Su nombre era originalmente Eustelle (del griego antiguo eu, bonito o bien, y stello, decorar) y fue durante mucho tiempo patrona de la juventud cristiana. La forma latinizada Estelle (estrella) se debe al poeta Frédéric Mistral, que funda el movimiento Félibrige bajo el patronazgo de la santa puesto que, según él, « así como que los Reyes Magos, reconocidos por el influjo misterioso de una alta coyuntura, nosotros saludamos a la Estrella que preside la cuna de nuestra redención. » (Mémoires et récits, 1919)